# 布拉姆
布拉姆（法語：Bram，法語發音：[bʁam] ⓘ），法国南部城市，奥克西塔尼大区奥德省的一个市镇，隶属于卡尔卡松区，其市镇面积为17.72平方公里，2022年1月1日时人口数量为3,252人，在法国城市中排名第3,442位。
布拉姆位于奥德省西北部，是一个区域性的中心城市，A61高速公路、波尔多－塞特铁路和米迪运河均由此通过。

## 地名来源
“布拉姆”一名来源于高卢时期当地一位名叫“Eburo”的领主。

## 历史
布拉姆的早期历史尚不清楚，“Eubromagos”（意为“Eburo的集市”）一名最初在公元四世纪出版的地图上被标记。13世纪时，卡特里派曾占领并统治了布拉姆，后被第五代莱斯特伯爵西蒙·德孟福尔率领的阿尔比十字军攻占。15世纪后，布拉姆成为朗格多克行省的一部分。法国大革命后，布拉姆成为奥德省的一个市镇，工业革命期间，途径布拉姆的米迪运河和波尔多－塞特铁路相继建成。二战初期，布拉姆曾接纳了超过1.5万西班牙内战难民。

## 地理

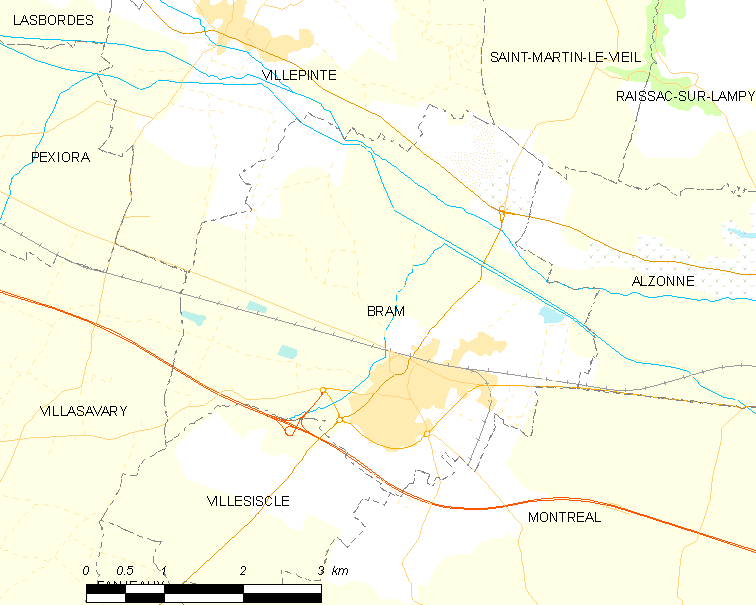
布拉姆市镇范围地图

布拉姆位于法国南部，奥克西塔尼大区中部和奥德省西北部，距离省会卡尔卡松大约20公里。与布拉姆接壤的市镇包括：阿尔佐讷、蒙雷阿勒、圣马丹勒维耶伊、维拉萨瓦里、维勒潘特、维勒西斯克勒。

### 地形
布拉姆位于洛拉盖地区，境内以平原为主，市镇中心地势平坦，全境海拔在119到165米之间。

### 水文
弗雷斯凯勒河自西向东流经境内北部，该河是奥德河的左岸支流。人工开凿的米迪运河亦横穿布拉姆境内。

### 植被
布拉姆属于亚热带常绿硬叶林和温度阔叶林的过渡区域，市中心的莱塞萨尔公园（Parc des Essars）是当地主要的城市绿地。
在鲜花城市的评比中，布拉姆被评为1星级鲜花城市。

### 气候
布拉姆在柯本气候分类法中属于带有温带海洋性特征的地中海气候。

## 行政区划
布拉姆是法国奥克西塔尼大区奥德省的一个市镇，编号为11049。布拉姆隶属于卡尔卡松区、奥德省第三选区和拉皮耶若拉泽斯县，同时也是皮耶日-洛拉盖-马勒佩尔市镇公共社区的办公驻地。
法国国家统计与经济研究所（简称）在进行数据统计时，未将布拉姆划入任何城市区或城市核心区内。自2020年起，布拉姆被划入包含115个市镇的卡尔卡松城市辐射区中。此外，还将布拉姆市镇整体看作一个“块区”（IRIS），以便于统计人口分布情况。

## 交通

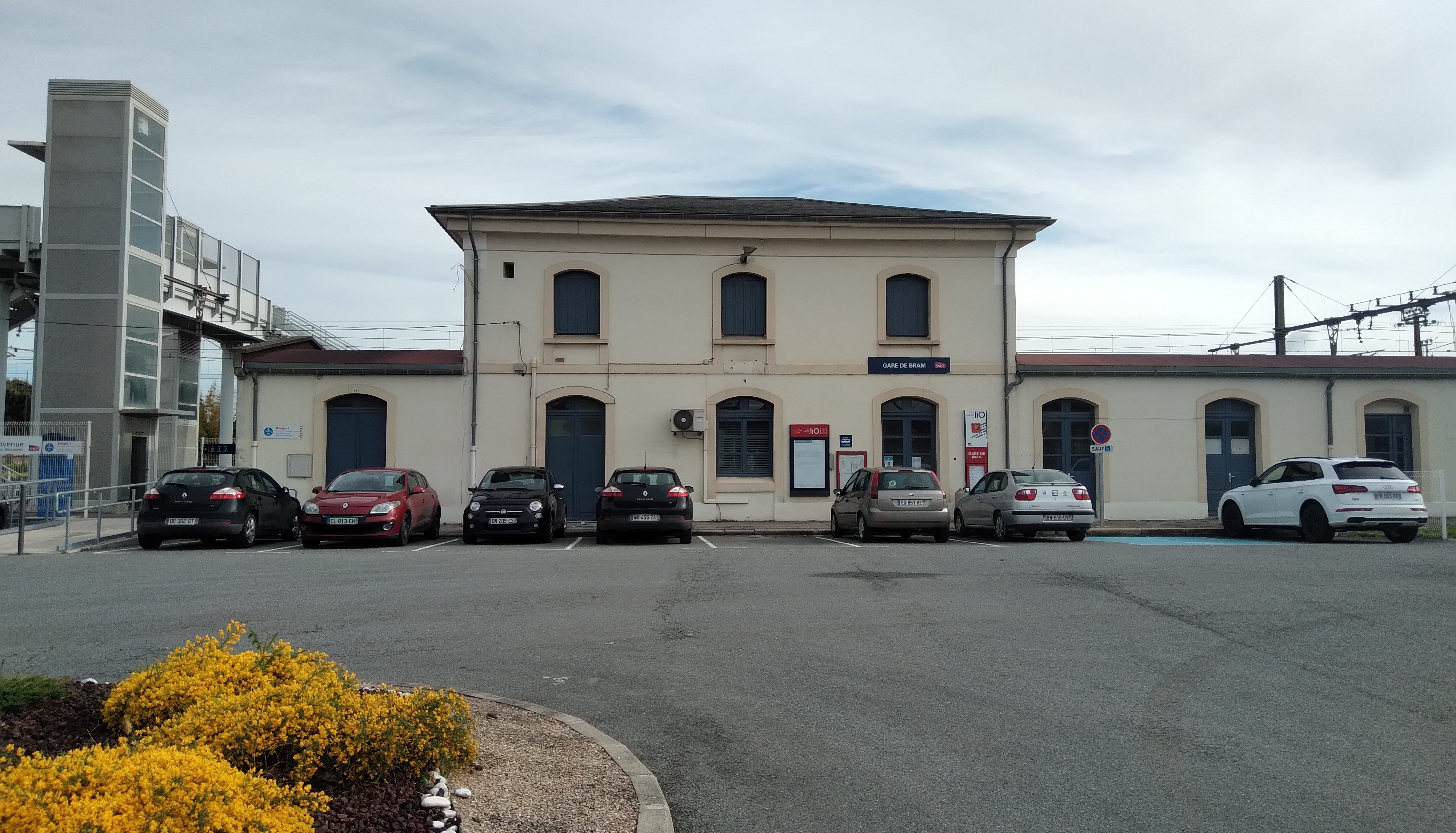
布拉姆火车站

### 公路
A61高速公路经过布拉姆市区南部，并设有22号出入口连接市区。此外多条奥德省省道在布拉姆境内交汇，奥克西塔尼大区下属的城际客运提供巴士线路，可前往周边部分市镇。
2017年，70.8%的布拉姆家庭拥有至少一辆私人汽车。2017年，布拉姆境内共发生各类交通事故1起，造成1人受伤。

### 铁路
布拉姆位于波尔多－塞特铁路上。布拉姆站位于市区中部，老城区以北，该站停靠往返于图卢兹和纳博讷一线的区域列车。

### 航空
距离布拉姆最近的民用航空站为卡尔卡松机场，距离布拉姆市中心的公路里程约18公里。

### 城市公共交通
布拉姆暂无城市公共交通系统。

## 政治
布拉姆的现任市长为克洛迪·福孔-梅让女士（Claudie Faucon-Méjean），她是社会党的一名成员，在2020年的市政选举中获得了71.99%的支持率。
在2017年的法国总统大选中，法国第25任总统埃马纽埃尔·马克龙在布拉姆获得了53.99%的支持率。

## 人口
2018年，布拉姆市镇人口数量为3,204，在法国排名第3,442位。其中男性1,483人，女性1,721人，75岁及以上人口占13.2%，外籍人口数量为607人，人口密度为181人/平方公里，当地居民被称为（男性）或（女性）。2019年，布拉姆境内出生24人，死亡人口47人。
| 年份   | 1936  | 1946  | 1954  | 1962  | 1968  | 1975  | 1982  | 1990  | 1999  | 2006  | 2011  | 2016  | 2018  |
| ------ | ----- | ----- | ----- | ----- | ----- | ----- | ----- | ----- | ----- | ----- | ----- | ----- | ----- |
| 人口數 | 2,076 | 2,152 | 2,145 | 2,417 | 2,733 | 2,643 | 2,650 | 2,899 | 2,969 | 3,156 | 3,368 | 3,200 | 3,204 |

## 经济
布拉姆是一个区域性的中心城市，当地共有各类用人单位529家，平均历史为18年，其中99.22%为中小型企业（PME）。（园林销售）、（零售）及（道路建设）是当地2019年营业额最高的三个企业，分别为27,154,431欧元、13,923,288欧元和6,693,275欧元。

## 财政收入
2019年，布拉姆的财政收入总额为3,592,780欧元，财政支出总额为2,785,580欧元，当年的债务总额为1,613,290欧元。2020年，布拉姆共获得579,378欧元的国家财政补助，与上一年基本持平。
2017年，布拉姆的人均月收入总额为1,904欧元，其中高级职员为3,381欧元，低于法国平均水平（4,214欧元）；中级职员为2,191欧元，低于法国平均水平（2,353欧元）；普通职员为1,593欧元，亦低于法国平均水平（1,690欧元）。
2017年，布拉姆境内的青壮年（15至64岁）失业率为16.2%，当地44.9%的家庭拥有纳税资格，平均纳税1,740欧元，低于法国平均水平（3,888欧元）。

## 社会事务

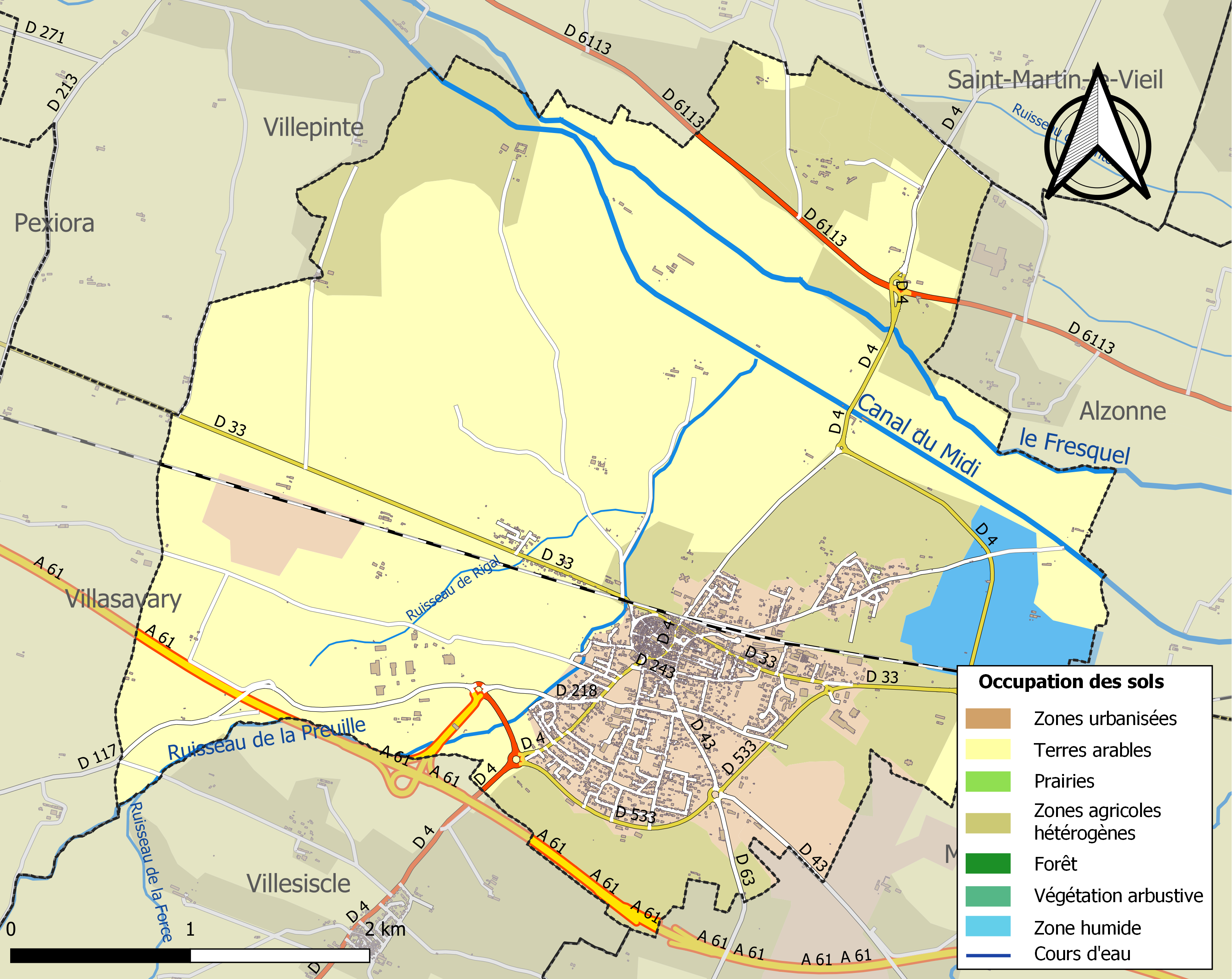
布拉姆土地利用情况地图

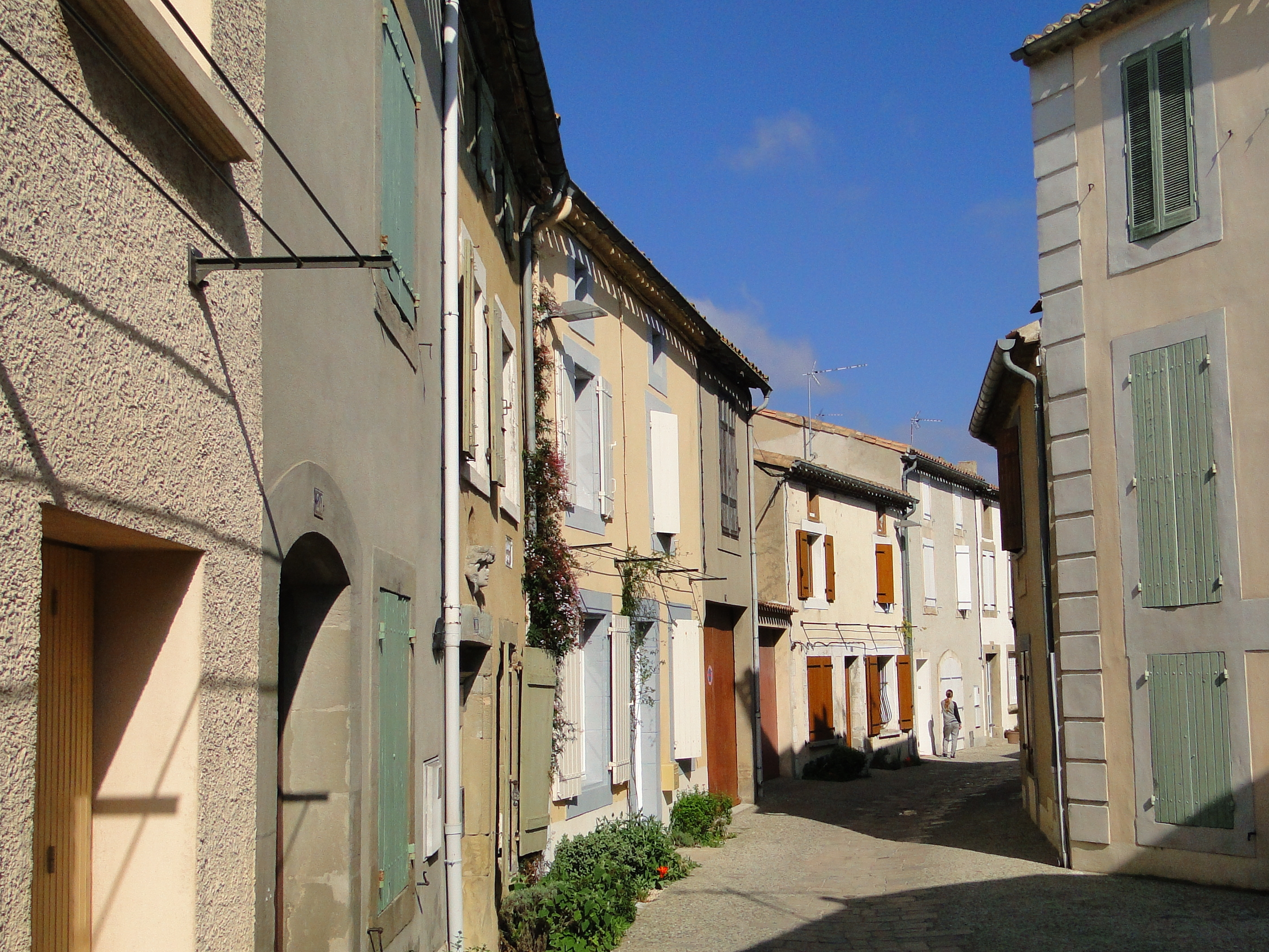
布拉姆市中心的巴雅尔街

### 教育
布拉姆属于蒙彼利埃学区。截止2019年1月1日，布拉姆境内共有1所幼儿园、1所小学和1所初级中学。2018至2019学年度，布拉姆境内共有在校中等教育阶段学生669名。

### 医疗
截止2019年1月1日，布拉姆境内共有全科医生7名、保健师4名、牙医6名和护士10名。境内共有药房1家、养老院1家、残疾人帮扶中心2家。
布拉姆是卡斯泰尔诺达里中心医院（Centre hospitalier de Castelnaudary）的服务范围，后者是法国的一个区域性医疗机构，其主病区“让-皮埃尔·卡萨贝尔中心医院”（Centre hospitalier Jean-Pierre Cassabel）位于卡斯泰尔诺达里市区，设有床位268个，是当地规模最大的公立综合性医院。

### 住房
2017年，布拉姆境内共有各类住房1,752套，其中87.1%为独立式居民区，12.4%为集中式居民区。常住房屋占布拉姆市镇范围内居民建筑总量的81.5%。
在住房保障政策方面，2017年，布拉姆境内共有306户家庭获得了住房经济补助，受益人数占总人口数量的9.6%，其中285份为房租补助。

### 商业
2019年，布拉姆境内共有各类实体商铺85家，其中餐厅9家、大型超市1家、面包房2家、肉铺2家、装饰品店3家、银行门店3家、美容美发店4家、汽车维修店9家。市区西部建有家乐福超市。

### 体育
2019年，布拉姆境内共有1间体育馆、1座综合体育场、2处网球场、2处足球或橄榄球场以及2处篮球或排球场。
截至2021年5月，布拉姆境内共有两支注册足球俱乐部：布拉姆体育联盟（A.S. Bramaise）和皮耶日-洛拉盖-马勒佩尔足球联盟（Groupement de Football Piège Lauragais Malepère），2021至2022赛季均参加奥德省足球联赛。

### 环境
布拉姆的环境事务由其所属的公共社区负责。2019年，布拉姆境内暂无污染企业。

### 治安
2019年，布拉姆市镇范围内有1处宪兵队。
2014年，布拉姆及附近地区共发生各类案件2,889起，其中盗窃类案件1,852起，经济类案件248起，毒品交易类案件152起。

## 文化

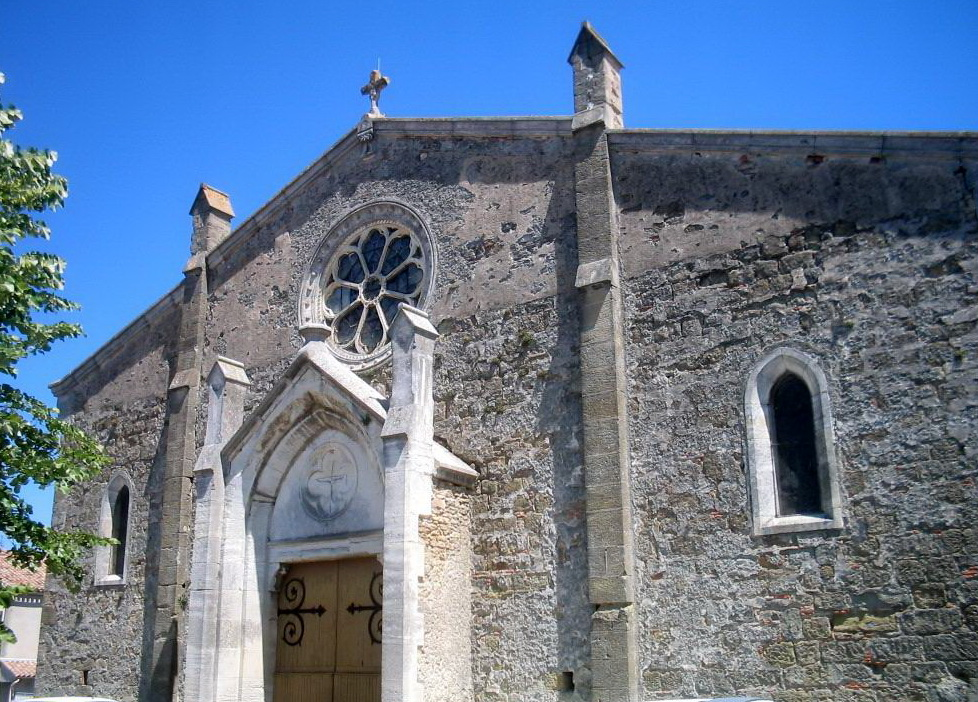
布拉姆圣朱利安-巴西利斯教堂

2019年，布拉姆境内有1家博物馆。布拉姆市政府提供多媒体中心，向公众全年开放。

### 建筑
布拉姆境内有多处历史建筑，其中布拉姆圣朱利安-巴西利斯教堂为法国国家文物保护单位，也是当地的代表性建筑物。

### 旅游
布拉姆的旅游事务由其所属的公共社区负责。2020年，布拉姆境内共有1家酒店共计12间房间。

### 媒体
法国主要的媒体均可在布拉姆接收，法国电视三台下属的奥克西塔尼大区频道在部分时段播出布拉姆所属区域的地方新闻。

## 相关人物
法国文学家让·科出生于布拉姆。

## 友好城市
截至2021年5月，布拉姆共与一座城市互为友好城市关系：
- 布吉納法索 苏姆省